# 31. Międzynarodowy Festiwal Filmowy w Berlinie
31. Międzynarodowy Festiwal Filmowy w Berlinie odbył się w dniach 13-24 lutego 1981 roku. W konkursie głównym zaprezentowano 21 filmów pochodzących z 16 różnych krajów.
Jury pod przewodnictwem niemieckiej reżyserki Jutty Brückner przyznało nagrodę główną festiwalu, Złotego Niedźwiedzia, hiszpańskiemu filmowi Szybciej, szybciej w reżyserii Carlosa Saury. Drugą nagrodę w konkursie głównym, Srebrnego Niedźwiedzia − Nagrodę Specjalną Jury, przyznano indyjskiemu filmowi W poszukiwaniu głodu w reżyserii Mrinala Sena.

## Przebieg festiwalu
Dużo kontrowersji wśród niemieckich filmowców wzbudziła selekcja festiwalowa nowego dyrektora Berlinale Moritza de Hadelna, który w konkursie głównym umieścił zaledwie jeden niemiecki film. De Hadelna oskarżano o "dyletantyzm" i "brak zdolności do komunikowania się" z niemieckim środowiskiem filmowym. Domagano się jego rezygnacji i grożono bojkotem festiwalu. De Hadeln twierdził, że powodem tak niewielkiej obecności niemieckich filmów w konkursie była ich słaba jakość. Niemieccy twórcy filmowi (m.in. reżyser Alexander Kluge) odpowiadali zaś, że to nie kinematografia niemiecka jest w kryzysie, ale sam festiwal, który faworyzuje amerykańskie kino mainstreamowe.
Wydarzeniami sekcji Forum były pokazy nowych filmów mistrzów kina: Stalkera Andrieja Tarkowskiego, Wściekły byk Martina Scorsese i Ratuj się kto może (życie) Jean-Luka Godarda, który był gościem festiwalu.
W temat przewodni tegorocznego konkursu głównego, czyli odkrywanie zapomnianej historii (poruszany m.in. w filmach Gorączka czy Łódź jest pełna) wpisał się również pokazany w sekcji Forum wstrząsający irański film dokumentalny Poszukiwanie w reżyserii Amira Naderiego, opowiadający o masakrach dokonywanych na ludności cywilnej za czasów szacha Rezy Pahlawiego.
W ramach festiwalu odbyła się retrospektywa poświęcona twórczości brytyjskiego producenta filmowego Michaela Balcona. Zaprezentowano także przegląd filmów tureckiego reżysera Yılmaza Güneya, więźnia politycznego przebywającego w więzieniu w Turcji pod zarzutem morderstwa.

## Członkowie jury

### Konkurs główny
- Jutta Brückner, niemiecka reżyserka − przewodnicząca jury[5]
- Peter Bichsel, szwajcarski pisarz
- Astrid Henning-Jensen, duńska reżyserka
- Denis Héroux, kanadyjski reżyser i producent filmowy
- Antonio Isasi-Isasmendi, hiszpański reżyser
- Irina Kupczenko, radziecka aktorka
- Jerzy Płażewski, polski krytyk filmowy
- Chatrichalerm Yukol, tajski reżyser
- Italo Zingarelli, włoski producent filmowy

## Selekcja oficjalna

### Konkurs główny
Następujące filmy zostały wyselekcjonowane do udziału w konkursie głównym o Złotego Niedźwiedzia i Srebrne Niedźwiedzie:
| Tytuł polski                      | Tytuł oryginalny                                                                       | Reżyseria               | Kraj produkcji |
| --------------------------------- | -------------------------------------------------------------------------------------- | ----------------------- | -------------- |
| W poszukiwaniu głodu              | আকালের সন্ধানে Akaler Sandhane                                                              | Mrinal Sen              | Indie          |
| Dziecięca wyspa                   | Barnens ö                                                                              | Kay Pollak              | Szwecja        |
| Łódź jest pełna                   | Das Boot ist voll                                                                      | Markus Imhoof           | Szwajcaria     |
| Szybciej, szybciej                | Deprisa, deprisa                                                                       | Carlos Saura            | Hiszpania      |
| 26 dni z życia Dostojewskiego     | Двадцать шесть дней из жизни Достоевского Dwadcat' szest' dniej iz żyzni Dostojewskogo | Aleksandr Zarchi        | ZSRR           |
| Wynalazca                         | Der Erfinder                                                                           | Kurt Gloor              | Szwajcaria     |
| Gorączka                          | Gorączka                                                                               | Agnieszka Holland       | Polska         |
| Le grand paysage d'Alexis Droeven | Le grand paysage d'Alexis Droeven                                                      | Jean-Jacques Andrien    | Belgia         |
| Head On                           | Head On                                                                                | Michael Grant           | Kanada         |
| Ciężarówka                        | Камионът Kamionat                                                                      | Christo Christow        | Bułgaria       |
| Dzięki, wszystko w porządku       | Köszönöm, megvagyunk                                                                   | László Lugossy          | Węgry          |
| Stary mnich                       | Luang ta                                                                               | Permphol Cheyaroon      | Tajlandia      |
| Maravillas                        | Maravillas                                                                             | Manuel Gutiérrez Aragón | Hiszpania      |
| Milka - film o tabu               | Milka: Elokuva tabuista                                                                | Rauni Mollberg          | Finlandia      |
| Il minestrone                     | Il minestrone                                                                          | Sergio Citti            | Włochy         |
| Der Neger Erwin                   | Der Neger Erwin                                                                        | Herbert Achternbusch    | RFN            |
| Prowincjuszka                     | La provinciale                                                                         | Claude Goretta          | Szwajcaria     |
| Haracz                            | Tribute                                                                                | Bob Clark               | Kanada         |
| Cygańska melodia                  | ツィゴイネルワイゼン Tsigoineruwaizen                                                  | Seijun Suzuki           | Japonia        |
| Vrijdag                           | Vrijdag                                                                                | Hugo Claus              | Belgia         |
| Wróć, jaskółko                    | Yen gui lai                                                                            | Fu Jinggong             | Chiny          |

### Pokazy pozakonkursowe
Następujące filmy zostały wyświetlone na festiwalu w ramach pokazów pozakonkursowych:
| Tytuł polski     | Tytuł oryginalny | Reżyseria       | Kraj produkcji    |
| ---------------- | ---------------- | --------------- | ----------------- |
| Zwyczajni ludzie | Ordinary People  | Robert Redford  | Stany Zjednoczone |
| Wściekły byk     | Raging Bull      | Martin Scorsese | Stany Zjednoczone |

## Laureaci nagród

### Konkurs główny
Złoty Niedźwiedź
- Szybciej, szybciej, reż. Carlos Saura

Srebrny Niedźwiedź − Nagroda Specjalna Jury
- W poszukiwaniu głodu, reż. Mrinal Sen

Srebrny Niedźwiedź dla najlepszej aktorki
- Barbara Grabowska − Gorączka

Srebrny Niedźwiedź dla najlepszego aktora
- Jack Lemmon − Haracz
- Anatolij Sołonicyn − 26 dni z życia Dostojewskiego

Srebrny Niedźwiedź za wybitne osiągnięcie artystyczne
- Markus Imhoof − Łódź jest pełna

Wyróżnienie honorowe
- Cygańska melodia, reż. Seijun Suzuki
- Le grand paysage d'Alexis Droeven, reż. Jean-Jacques Andrien

### Konkurs filmów krótkometrażowych
Złoty Niedźwiedź dla najlepszego filmu krótkometrażowego
- History of the World in Three Minutes Flat, reż. Michael Mills

## Polonica
W konkursie głównym kinematografię polską reprezentował film Gorączka w reżyserii Agnieszki Holland, adaptacja powieści Dzieje jednego pocisku (1910) Andrzeja Struga. Barbara Grabowska zdobyła za rolę w tym filmie Srebrnego Niedźwiedzia dla najlepszej aktorki jako druga Polka w historii imprezy – pierwszą była Jadwiga Barańska za rolę w Nocach i dniach (1976).
Innym polskim akcentem na festiwalu był udział krytyka filmowego Jerzego Płażewskiego w pracach jury konkursu głównego.